# Zapteryx xyster
Zapteryx xyster är en rockeart som beskrevs av Jordan och Barton Warren Evermann 1896. Zapteryx xyster ingår i släktet Zapteryx och familjen Rhinobatidae. IUCN kategoriserar arten globalt som otillräckligt studerad. Inga underarter finns listade i Catalogue of Life.

## Bildgalleri

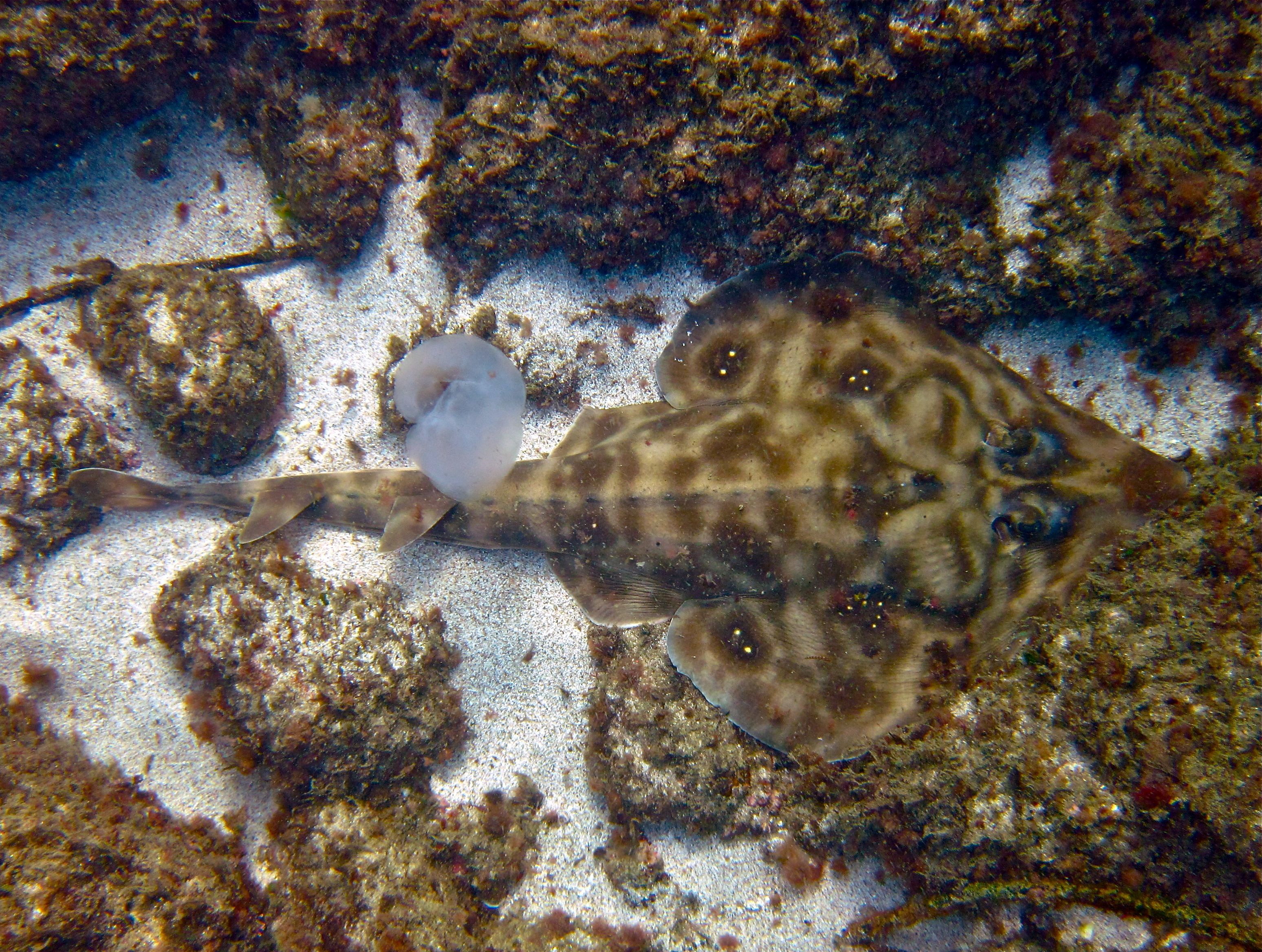
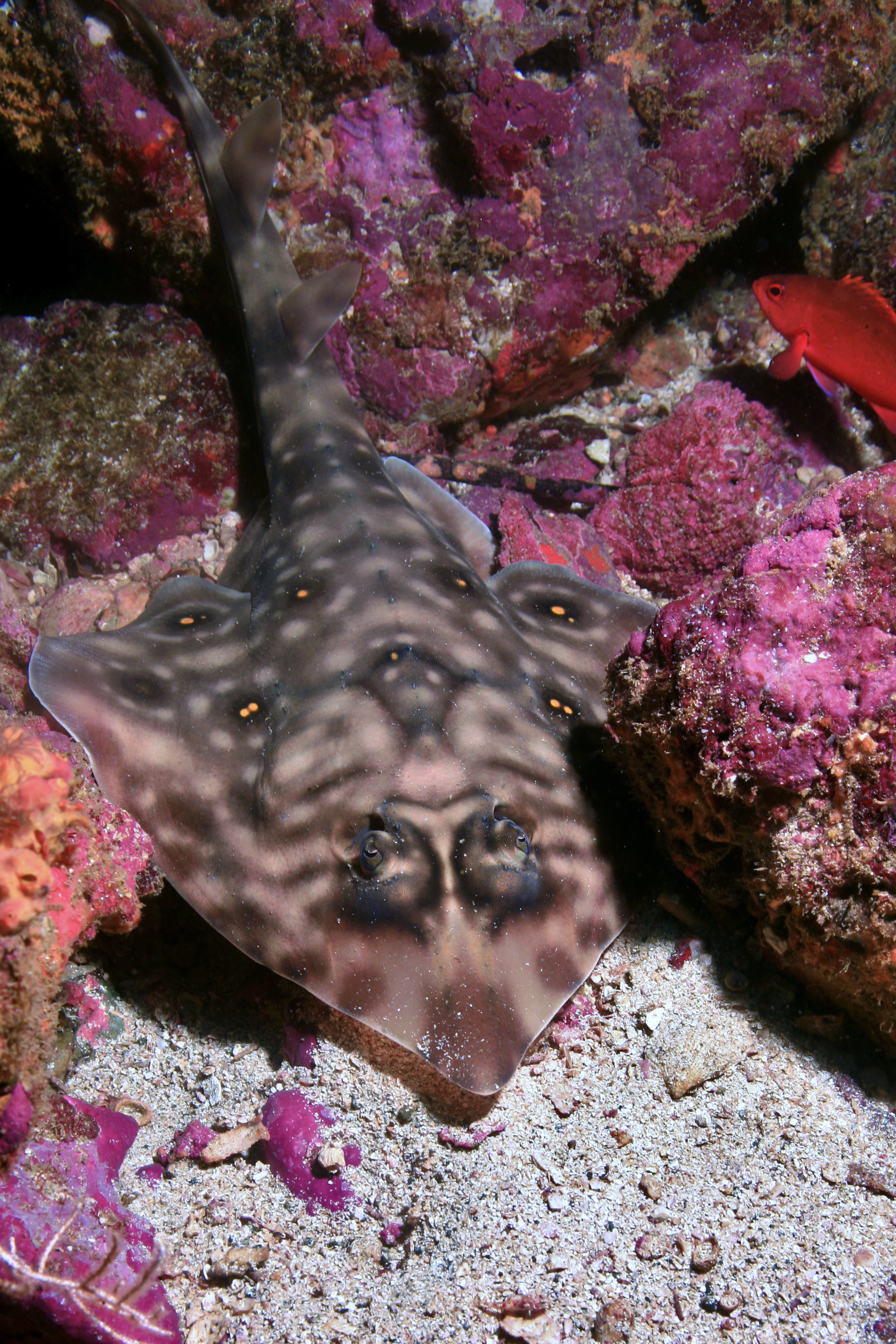
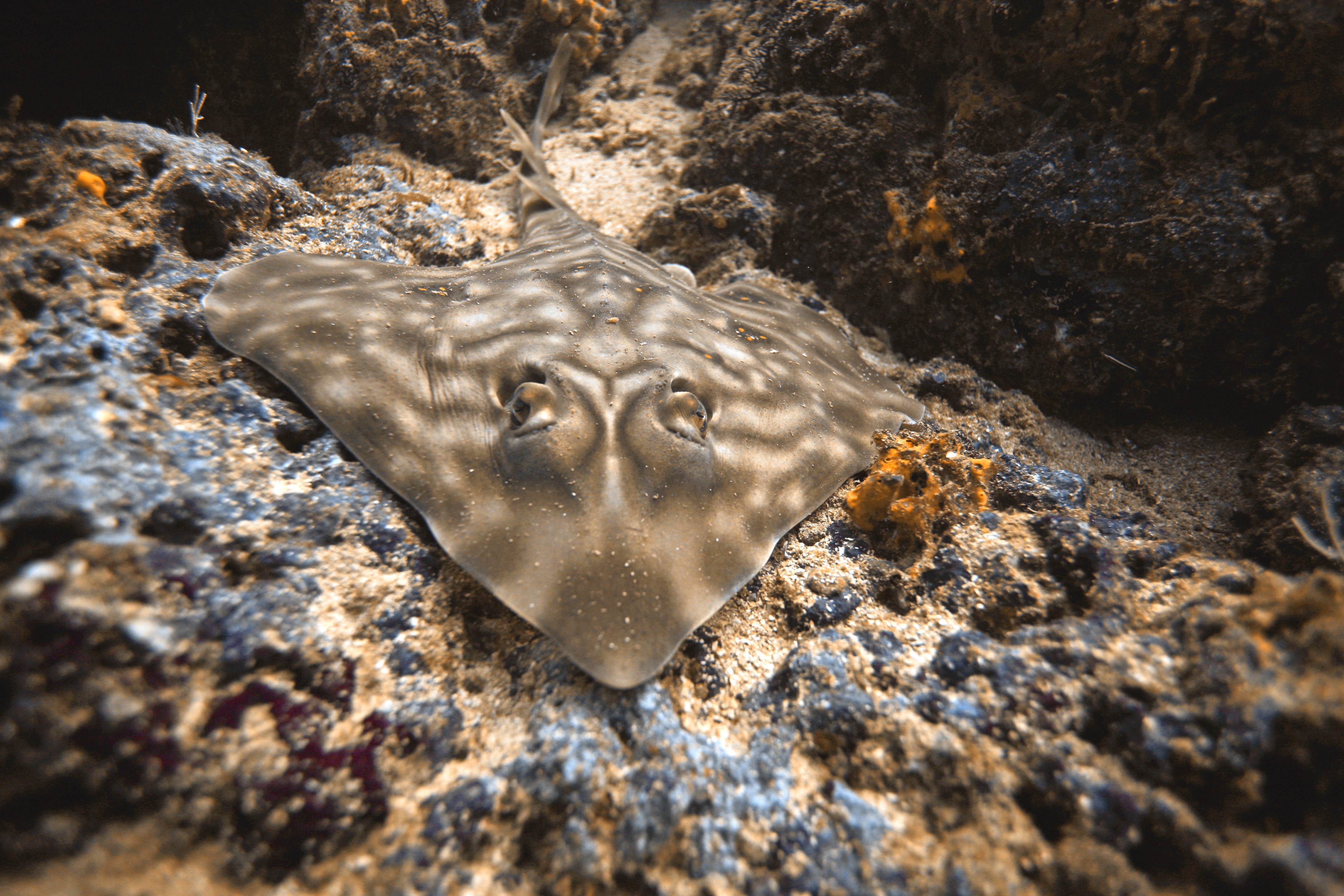